# Городинський Станіслав Станіславович
Станісла́в Станісла́вович Городи́нський (* 27 липня 1958, Долиняни на Вінниччині) — український співак та композитор, народний артист України (2018).

## Короткий життєпис
Закінчив Тульчинське училище культури, Київський державний інститут культури.
Перші сольні концерти давав ще під час навчання в Тульчинському училищі.
В 1994—2000 рр-начальник Тульчинського районного відділу культури,2000—2003—першим заступником начальника управління культури Вінниччини,2002—2004 роках;— начальник відділу мистецьких закладів управління культури Вінницької обласної державної адміністрації]].
У 2004—2015 роках;— директор Вінницького училища культури і мистецтв ім. М. Леонтовича]], одночасно викладач вокалу.
У 2015—2019— обіймав посаду начальника управління культури і мистецтв Вінницької ОДА.
У 2019 році повернувся на посаду директора Вінницького фахового коледжу культури і мистецтв ім. М. Леонтовича, яка упродовж чотирьох років була вакантною.
Автор більше 200 естрадних пісень, також обробок українських народних пісень для хору та вокальних ансамблів.

## Визнання
- 1998 — переможець національного радіофестивалю «Пісня року» — пісня «Українцям» на слова Ніни Шаварської
- 1998 — переможець музичного фестивалю «Вечори над Латорицею» (Мукачеве)
- 1998 — лауреат фестивалю «Пісенний вернісаж» у м. Київ
- 2000 — переможець конкурсу «Людина року» у номінації «Діяч культури та мистецтва року»
- Переможець міжнародного фестивалю естрадної пісні «На хвилях Світязя» в Луцьку.
- 2005 —переможець конкурсу у номінації «Митець» (м Вінниця)

## Серед нагород
- Подяка Президента України,
- Почесна Грамота Кабінету Міністрів України.
- Почесною грамотою міністерства культури
- Почесне звання «Заслужений артист України» [Архівовано 1 лютого 2018 у Wayback Machine.]
- Почесне звання «Народний артист України» [Архівовано 12 липня 2018 у Wayback Machine.]
- Занесений до золотого фонду української естради.